# Треллеборг
Треллеборг (швед. Trelleborg) — город в Швеции, на берегу Балтийского моря, центр одноимённой коммуны. Самый южный город Швеции.
Впервые упоминается в 1257 году. В 1260 король Дании Эрик IV подарил Треллеборг и Мальмё королю Швеции Вальдемару I в качестве приданого дочери Эрика Софии, вышедшей замуж за Вальдемара. Однако вскоре Треллеборг, как и вся провинция Сконе, вернулся в состав Дании. В 1619 году после пожара лишился статуса города. В 1658 по Роскилльскому миру отошёл к Швеции. В 1840 году получил статус торгового города, в 1867 — статус города.
В Треллеборге находится главный офис компании «Trelleborg AB», производящей резинотехнические изделия. Треллеборгский порт — один из крупнейших в Швеции. Через город проходят европейские автомобильные маршруты E22 и E06. Профессиональный футбольный клуб «Треллеборг» ФФ выступает в высшей шведской лиге.
Главной достопримечательностью города считается церковь св. Николая, построенная архитектором Хельго Зеттерваллем в 1881—1883 гг. на месте средневековой церкви.

## Население
| Год  | Численность | Численность |
| ---- | ----------- | ----------- |
| 1974 | 35 200      | [ 3 ]       |
| 1983 | 34 000      | [ 4 ]       |
| 2010 | 28 290      | [ 5 ]       |
| 2016 | 29 673      | [ 6 ]       |
| 2017 | 30 214      | [ 6 ]       |
| 2018 | 30 453      | [ 7 ]       |
| 2019 | 30 668      | [ 8 ]       |
| 2020 | 30 808      | [ 9 ]       |
| 2023 | 31 366      | [ 10 ]      |

## Известные уроженцы и жители
- Ким Валль — журналистка, убитая датским изобретателем Петером Мадсеном.
- Андреас Исакссон (род. 1981) — шведский футболист.

## Галерея

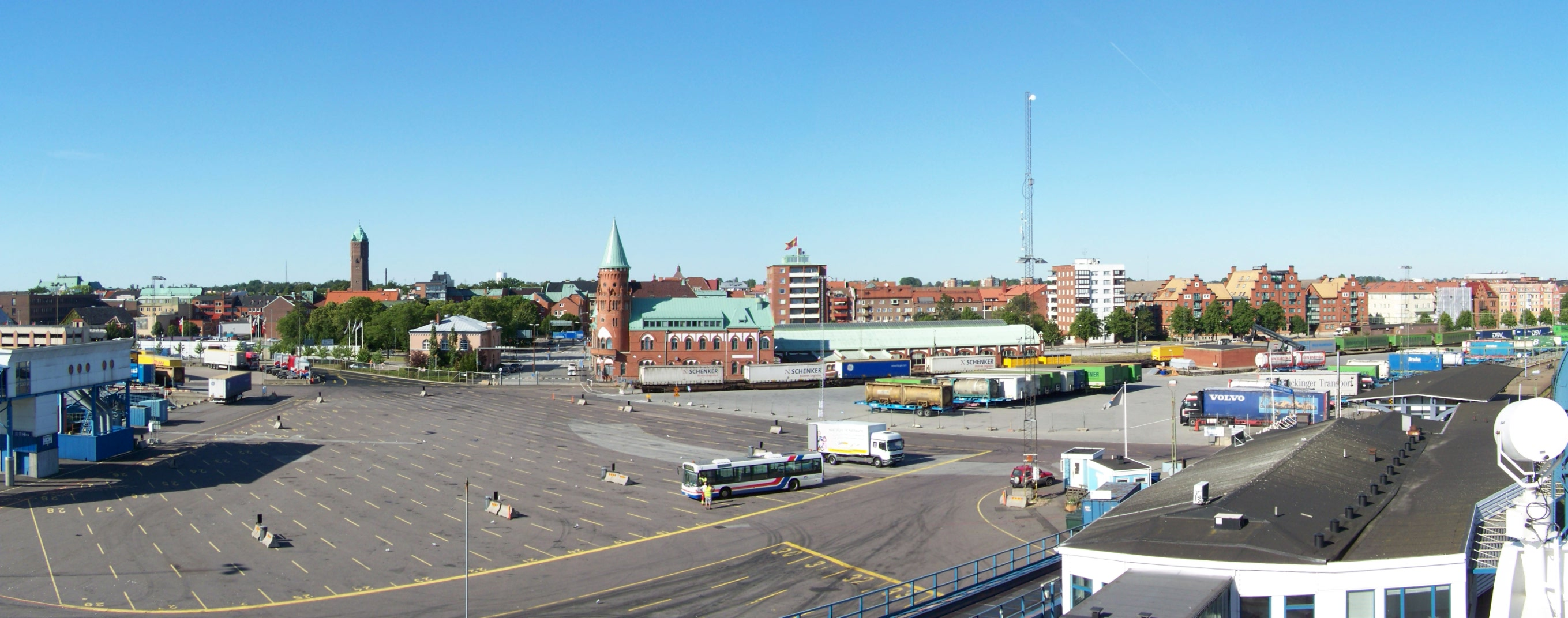
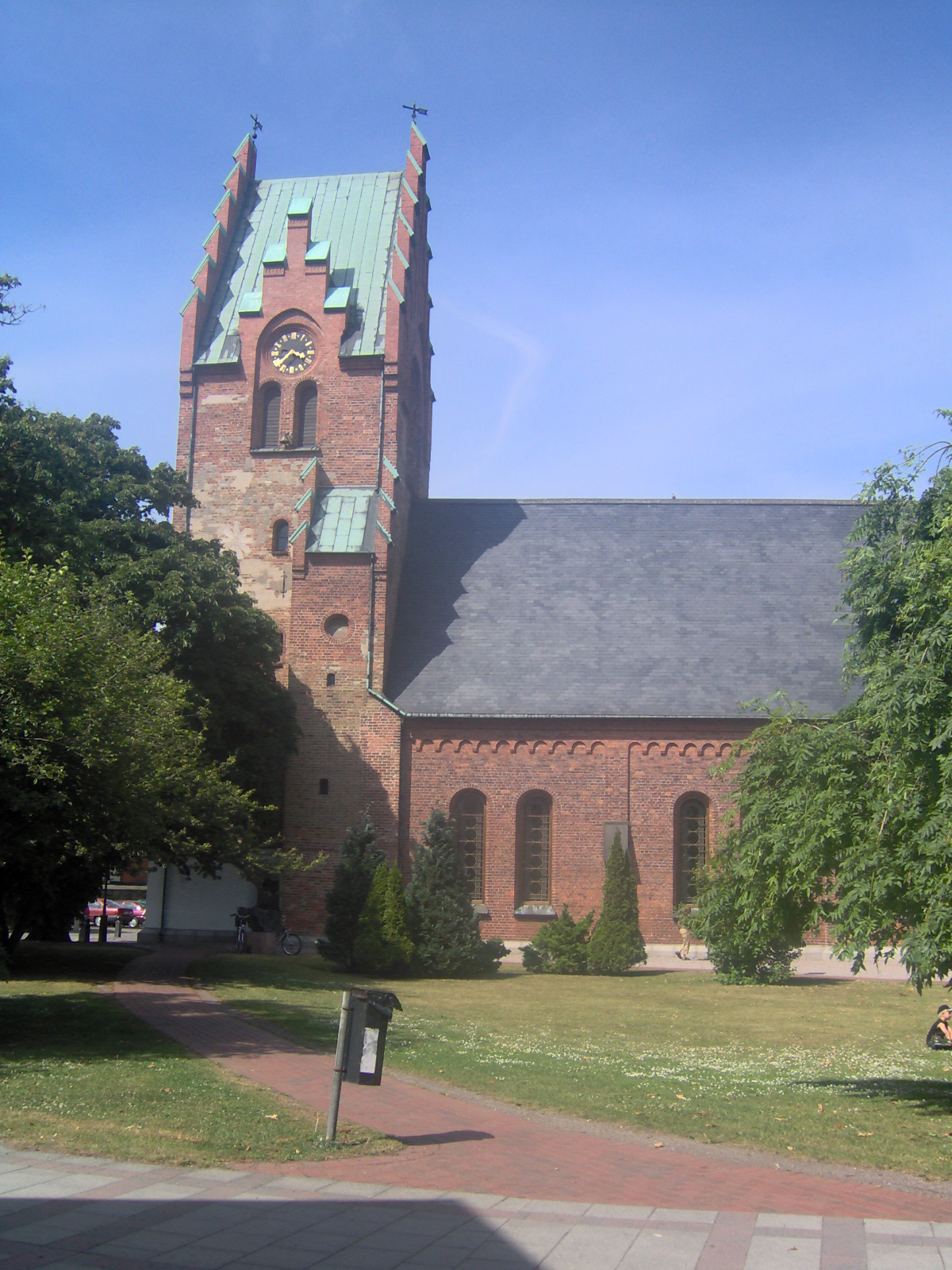
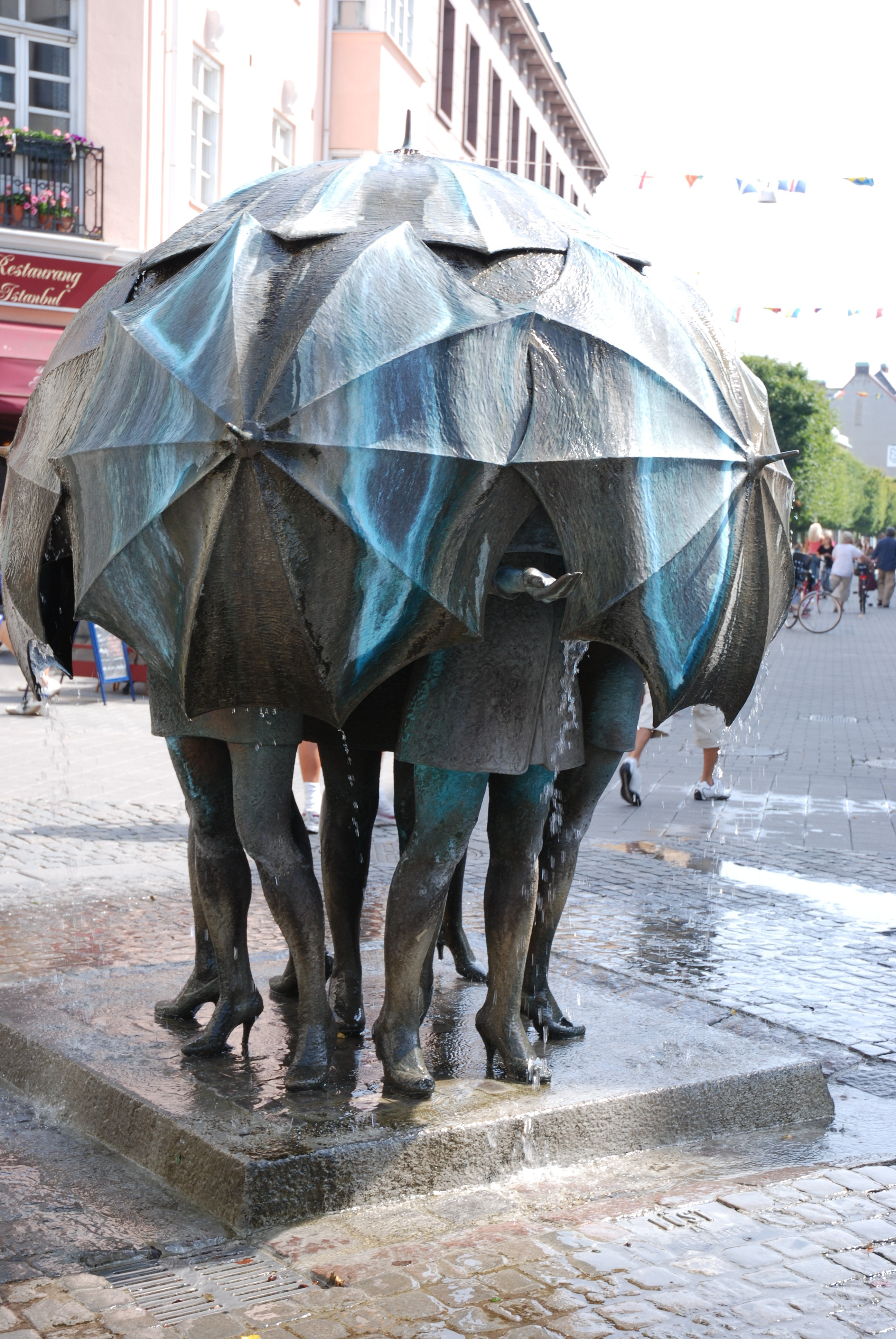